# 強烈熱帶風暴夏浪 (2008年)
強烈熱帶風暴夏浪 (HALONG) 為2008年太平洋颱風季的熱帶氣旋之一。「夏浪」一名由越南提供，即當地著名風景區下龍灣。

## 氣象歷史
在5月14日，菲律賓大氣地理天文部門發現一熱帶低氣壓在民都洛之西南形成，日本氣象廳在同日把它確認為熱帶低氣壓。第二天，聯合颱風警報中心把它確認為熱帶低氣壓。5月16日，日本氣象廳將它升格為熱帶風暴，並將它命名為夏浪。同日，聯合颱風警報中心將它升格為熱帶風暴。第二天，日本氣象廳將它升格為強烈熱帶風暴。同日，聯合颱風警報中心將它升格為颱風。同日，它在邦阿西楠省和拉乌尼翁省登陸。同日，聯合颱風警報中心將它降格為熱帶風暴。5月18日，日本氣象廳將它降格為熱帶風暴。同日，日本氣象廳將它升格為強烈熱帶風暴。第二天，日本氣象廳將它降格為熱帶風暴。5月20日，聯合颱風警報中心為它發出最後報告。同日，它轉性為溫帶氣旋，日本氣象廳為它發出最後報告。菲律賓大氣地理天文部門將夏浪命名為「Cosme」。

## 死傷人數
- 死亡
  - 51人直接
  - 10人间接
- 失踪
  - 3人

## 外部連結
- . 國立情報學研究所. {{}}